# オニーク・ガスパリアン
オニーク・ヴィクトリ・ガスパリアン（アルメニア語: Օնիկ Վիկտորի Գասպարյան、英語: Onik Viktori Gasparyan、1970年1月6日 - ）は、アルメニア共和国の軍人。アルメニア共和国軍トップの参謀総長を務めた。

## 経歴
1970年1月6日にアルメニア・ソビエト社会主義共和国イジェヴァンで誕生する。1976年から1985年までイジェヴァンの第5中等学校、1985年から1986年までエレバンの第147中等学校で学び、1988年にソビエト連邦軍へ入隊。1991年のアルメニア共和国独立後、1993年にアルメニア共和国軍に入隊し、イジェヴァンのサロの分遣隊でアルメニア本土防衛に参加、1994年には戦闘行動中に地雷で重傷を負った。1990年代半ばにロシア国防省の上級士官訓練課程のヴィーストレルコースに入校、1998年から2001年にはロシア連邦軍複合武器アカデミーで学んでいる。2001年から2005年まで、第51191部隊指揮官、2007年から2008年まで第4軍団参謀長兼副司令官を務め、2008年にロシア連邦軍参謀本部軍事アカデミーを卒業した。
2010年から第3軍団参謀長兼副司令官を務め、2012年4月11日に司令官に昇任した。2015年1月21日には少将に昇進し、2016年7月7日に副参謀総長に就任。2017年6月には陸軍参謀総長に就任し、2019年7月に上級大将に昇進、2020年6月8日にニコル・パシニャン首相の要請により、アルメン・サルキシャン大統領から参謀総長に任命された。6月10日、ダビド・トノヤン国防相は、国防省でガスパリアンを紹介した。
ガスパリアンが参謀総長に任命された際、パシニャン首相と同郷であったことから縁故主義ではないかとの憶測が飛び交った。
2020年のナゴルノカラバフをめぐるアゼルバイジャンとの紛争で事実上敗北し国内の政治対立が激化する中、2021年2月25日にガスパリアンは他の軍高官と連盟でパシニャン内閣の総辞職を求める声明を発表した。パシニャン首相はこれに反発し、ガスパリアンを参謀総長から解任しようとしたが、アルメン・サルキシャン大統領はこれを認めなかった。その後、政府はガスパリアンの解任が3月10日付で有効になったと発表した。大統領が定められた期間内に解任命令に署名せず提訴もしなかったため、解任が法的に有効になったという。